# Place Louis-Baillot
La place Louis-Baillot est une voie publique du 18e arrondissement de Paris,  située entre le quartier de la Goutte-d'Or et le quartier de la Chapelle.

## Situation et accès
Cette place se situe au carrefour des rues Ordener et Marcadet.
Elle est desservie par la ligne 12 à la station Marx Dormoy.

## Origine du nom
La place porte le nom de l'ingénieur et homme politique Louis Baillot (1924-2007).

## Historique
La place Louis-Baillot a été inaugurée le 12 janvier 2012 en présence de Daniel Vaillant, maire d'arrondissement du 18e arrondissement de Paris. 

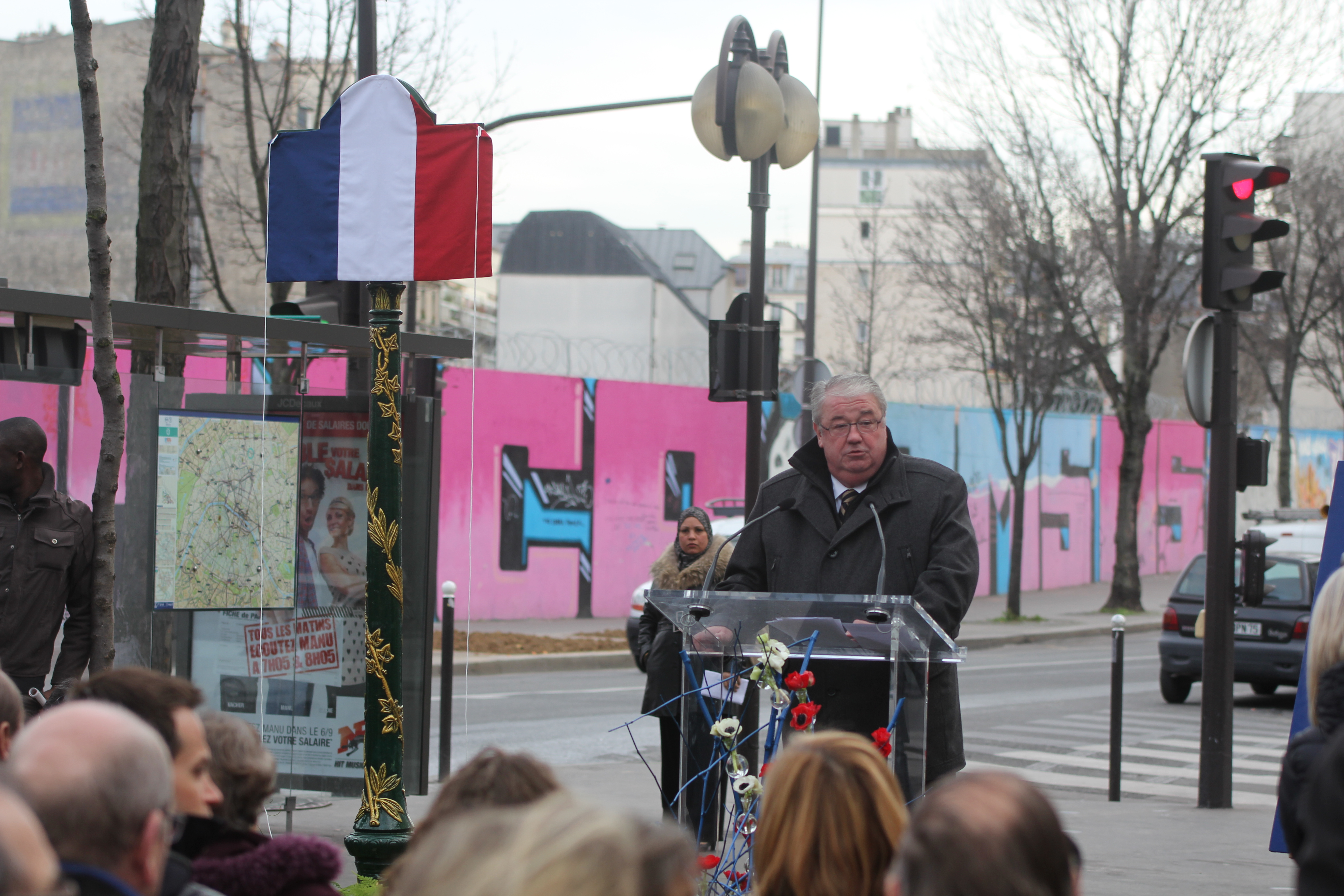
Daniel Vaillant lors de l’inauguration de la place Louis-Baillot le 12 janvier 2012.
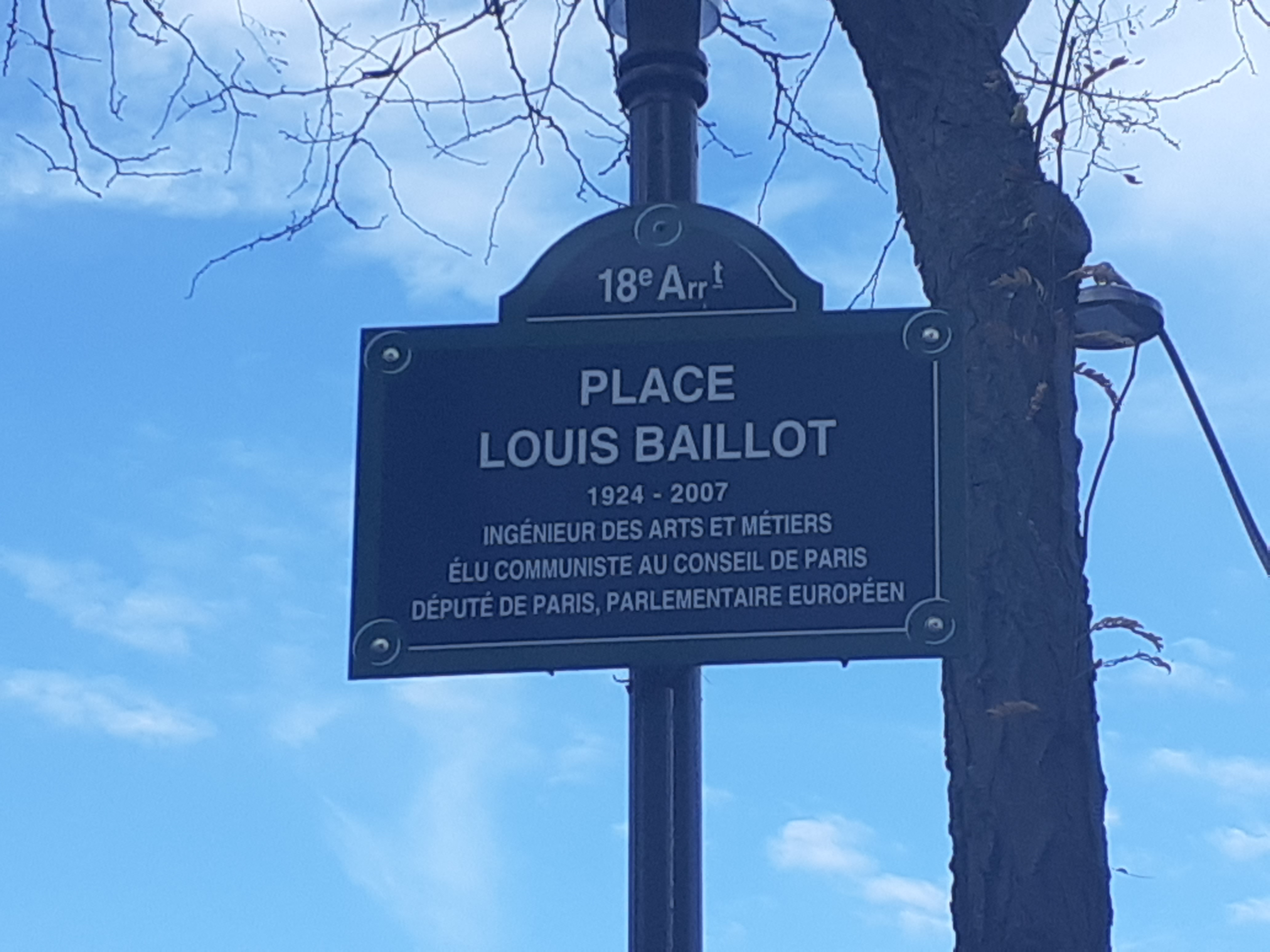
Plaque de la place.

## Bâtiments remarquables et lieux de mémoire

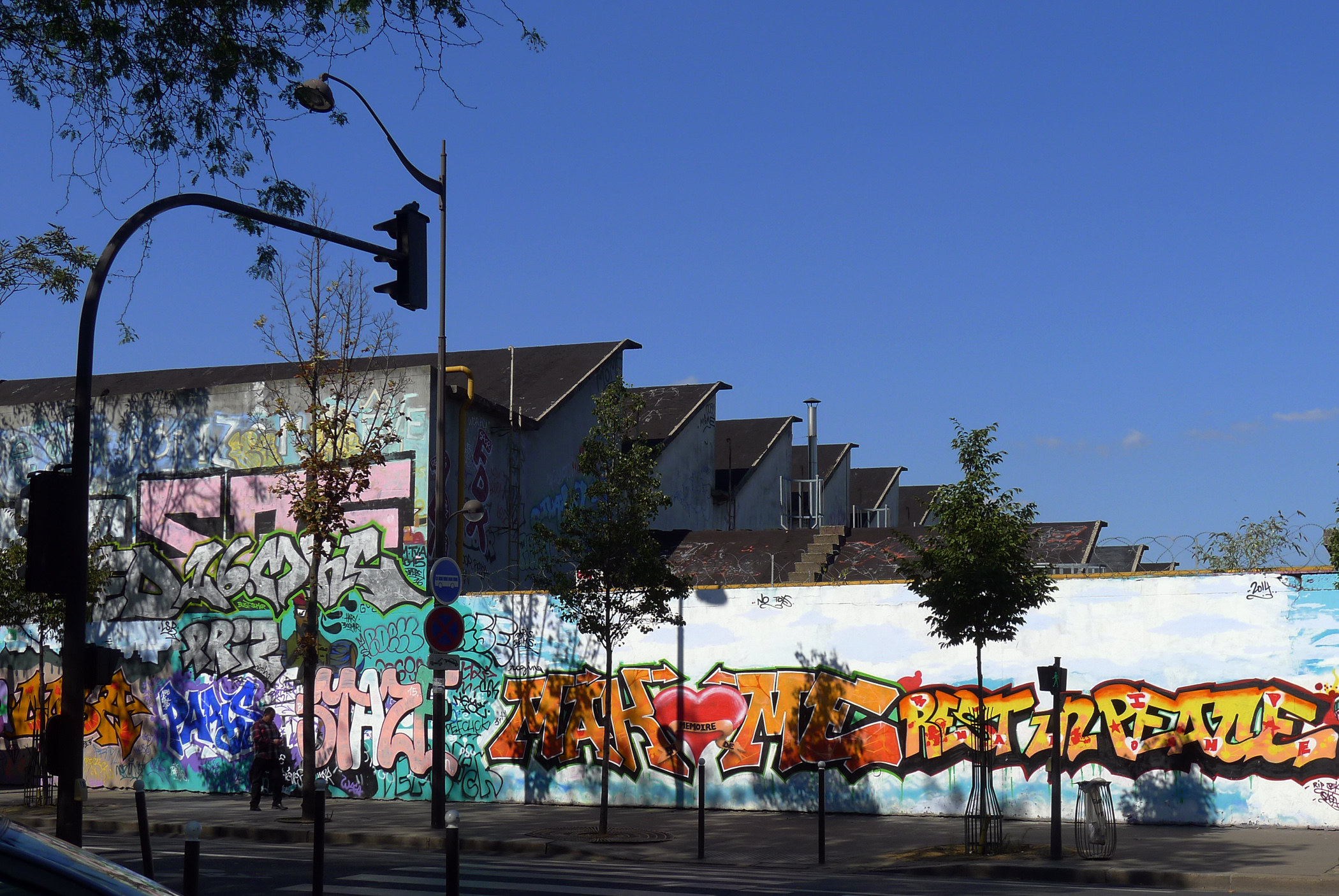
Street art dans la rue Ordener au niveau de la place Louis-Baillot.
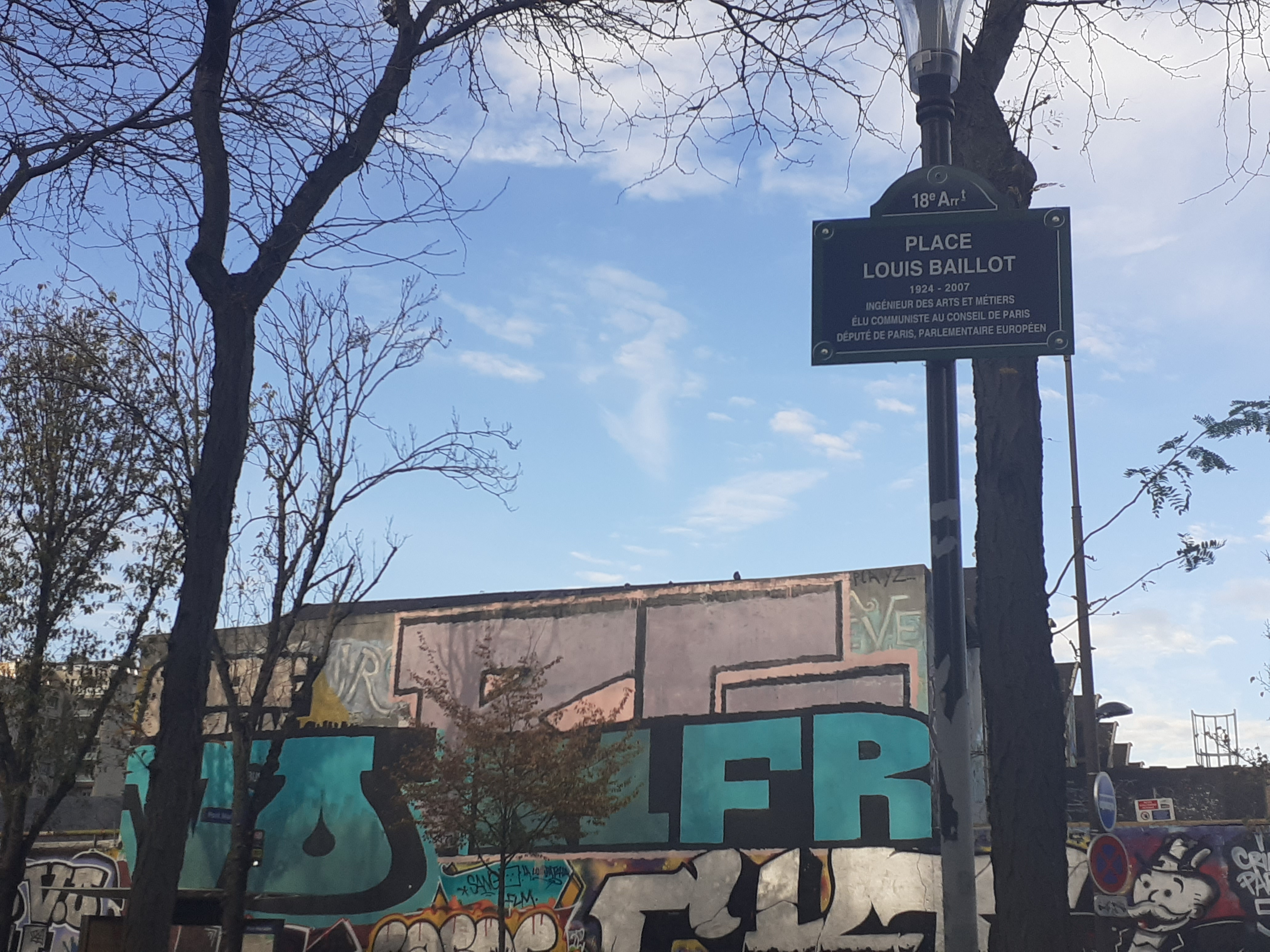
Street art, rue Ordener.